# Ždánice (ort i Tjeckien, Södra Mähren)
Ždánice är en stad i Tjeckien.   Den ligger i regionen Södra Mähren, i den sydöstra delen av landet, 220 km sydost om huvudstaden Prag. Ždánice ligger 223 meter över havet och antalet invånare är 2 721.
Terrängen runt Ždánice är kuperad åt nordost, men åt sydväst är den platt. Runt Ždánice är det ganska tätbefolkat, med 56 invånare per kvadratkilometer. Närmaste större samhälle är Kyjov, 9,4 km sydost om Ždánice. Trakten runt Ždánice består till största delen av jordbruksmark.